# Akiko Yajima
Akiko Yajima (矢島 晶子?, Yajima Akiko; Kashiwazaki, 4 maggio 1967) è una doppiatrice giapponese. È famosa per essere la prima voce di Shinnosuke Nohara nell'anime Shin Chan.

## Doppiaggio
In grassetto i ruoli importanti.

### Anime
- Battle athletes daiundōkai (Anna Respighi)
- Berserk (Rickert)
- The Big O (R. Dorothy Wayneright)
- Black Butler (Angela)
- Blood+ (Diva and Riku Miyagusuku)
- Blue Drop: Tenshi-tachi no Gikyoku (Mari Wakatake)
- Bonobono (Min Min)
- Detective Conan (Yukiko Mori, ep. 158)
- Ayashi no Ceres (Miori Sahara)
- Clannad (Garbage Doll)
- Shin Chan (Shinnosuke "Shin Chan" Nohara, 1ª voce)
- Dennō Coil (Kyoko)
- Ergo Proxy (Pino)
- Eureka Seven (Sakuya)
- Excel Saga (Cosette Sara)
- Fairy Tail (Lector)
- Figure 17 (Tsubasa Shiina)
- Final Fantasy: Unlimited (Chobi, Earl Tyrant)
- Flame of Recca (Kurenai)
- Fullmetal Alchemist (Clause, ep. 4)
- Futari wa Pretty Cure (Mipple)
- Futari wa Pretty Cure Max Heart (Mipple)
- Twin Spica (Asumi Kamogawa)
- Il conte di Montecristo (Haydée)
- Geobreeders (Takami Sakuragi)
- Ghost Hound (Miyako Komagusu)
- Ghost in the Shell: Stand Alone Complex (Miki, ep. 12)
- Glass Mask (Ayumi Himekawa)
- Haibane Renmei (Kuu)
- Mery Bell (Vivian)
- Hell Girl (Yuki) (Ep 16)
- Idol densetsu Eriko (Eriko Tamura)
- Inuyasha (Kohaku)
- Jungle de Ikou (Manami Izumikawa)
- Kamikaze Kaito Jeanne (Access Time)
- Keroro (Alisa Southerncross)
- Kuroshitsuji (Angela)
- The Law of Ueki (Yun Pao)
- Mobile Battleship Nadesico (Sayuri)
- Mobile Suit Gundam Wing (Relena Darlian)
- Naruto (Ranmaru)
- Naruto Shippuden (Young Sasori)
- Omishi Magical Theater: Risky Safety (Yuya Fukami)
- Ojarumaru (Bamushi)
- Pretear - La leggenda della nuova Biancaneve (Mannen)
- Princess Nine (Koharu Hotta)
- La rivoluzione di Utena (Mitsuru Tsuwabuki)
- Rune Soldier (Lila)
- Sailor Moon S (Shinnosuke e Tamasaburou)(Ep 104)
- Sayonara Zetsubō Sensei (Rin Itoshiki, Majiru Itoshiki, Chie Arai)
- Seraphim Call (Chinami Ouse)
- Shin Koihime Musō: Otome Tairan (Chōjō)
- Shin Tenchi muyō! (Yugi)
- Tenchi muyō! (Ken-Ohki)
- Toriko (Melk Secondo)
- xxxHolic (Ame - Warashi)
- Yu-Gi-Oh! 5D's (Nico)

### OAV
- Battle athletes daiundōkai (Anna Respighi)
- Blue Submarine No.6 (Daughter of the Beast)
- Fushigi Yūgi Eikoden (Boshin/Reizeitei)
- Gundam Wing: Endless Waltz (Relena Peacecraft)
- Gundam Wing: Operation Meteor (Relena Peacecraft)
- Mega Man: Upon a Star (Yuuta Kobayashi; ep 1)
- My My My - Consulenze particolari (Mai Waku)
- Tenshi Nanka Ja Nai (Yuko Mamiya)
- BUTT ATTACK PUNISHER GIRL

### Film
- Oh, mia dea! The Movie (Ex)
- Brave Story (Suaty/Zofie)
- One Piece - Avventura all'Isola Spirale (Akisu)
- Gundam Wing: Endless Waltz -Special Edition- (Relena Peacecraft)
- Inuyasha - The Movie 2 (Kohaku)
- Konjiki no Gash Bell!! Movie 1: Unlisted Demon 101 (Kotoha)
- King of Thorn (Timothy 'Tim' Laisenbach)
- Eiga Futari wa Pretty Cure Max Heart (Mipple)
- Pretty Cure Max Heart 2 - Amici per sempre (Mipple)
- Eiga Pretty Cure All Stars DX - Minna tomodachi Kiseki no zenin daishūgō! (Mipple)
- Eiga Pretty Cure All Stars DX 2 - Kibō no hikari Rainbow Jewel wo mamore! (Mipple)
- Eiga Pretty Cure All Stars DX 3 - Mirai ni todoke! Sekai wo tsunagu Niji-iro no hana (Mipple)
- Eiga Pretty Cure All Stars New Stage 2 - Kokoro no tomodachi (Mipple)
- Eiga HUGtto! Pretty Cure Futari wa Pretty Cure - All Stars Memories (Mipple)
- Il castello invisibile
- Love Live! Sunshine!! The School Idol Movie Over the Rainbow (madre di Mari Ohara)

### Videogiochi
- Brave Story: New Traveler (Wataru Mitani)
- Evil Zone (Alty Al Lazel)
- .hack//G.U. serie (Gaspard)
- Mega Man Legends 2 (Sera)
- Onimusha 3 (Henri Blanc)
- Persona 2: Innocent Sin (Maya Amano)
- Persona 2: Eternal Punishment (Maya Amano)
- Silhouette Mirage (Shyna Nera Shyna)
- Spyro the Dragon (Spyro the Dragon)
- Spyro 2: Gateway to Glimmer (Spyro the Dragon)
- Tales of Rebirth (Annie Barrs)
- Valkyrie Profile 2: Silmeria (Alicia)

### Ruoli di doppiaggio
- Big Daddy - Un papà speciale (Julian)
- Mamma, ho perso l'aereo (Kevin McCallister) (Edizione Fuji TV)
- Mamma, ho riperso l'aereo - Mi sono smarrito a New York (Kevin McCallister) (Edizione Fuji TV)
- Intervista col vampiro (Claudia)
- Jumanji (Peter Shepherd) (Edizione Originale VHS/DVD e Edizione Fuji TV)
- Star Wars Episode I: The Phantom Menace (Anakin Skywalker)
- Peanuts (Voce ufficiale per Charlie Brown)
- Genitori in blue jeans (Ben Seaver (young))
- Gli amici di papà (Teddy)
- My Dog Skip (Rivers)
- Thomas the Tank Engine and Friends (Lady, Mavis, Caroline)
- The Adventures of Rocky and Bullwinkle (Rocky the Flying Squirrel)
- Omen - Il presagio  (Damien)
- Il sesto senso (Cole Sear)
- Despicable Me (Edith)
- The Karate Kid (Dre Parker)